# Época (astronomia)
Na astronomia, uma época ou época de referência é um momento no tempo usado como ponto de referência para alguma quantidade astronômica variável no tempo. É útil para as coordenadas celestes ou elementos orbitais de um corpo celeste, pois estão sujeitos a perturbações e variam com o tempo. Essas quantidades astronômicas variantes no tempo podem incluir, por exemplo, a longitude média ou anomalia média de um corpo, o nó de sua órbita em relação a um plano de referência, a direção do apogeu ou afélio de sua órbita ou o tamanho do maior eixo de sua órbita.
O principal uso de quantidades astronômicas especificadas dessa maneira é calcular outros parâmetros relevantes de movimento, a fim de prever posições e velocidades futuras. As ferramentas aplicadas das disciplinas de mecânica celeste ou seu subcampo de mecânica orbital (para prever trajetórias orbitais e posições de corpos em movimento sob os efeitos gravitacionais de outros corpos) podem ser usadas para gerar uma efeméride, uma tabela de valores que fornece as posições e velocidades de objetos astronômicos no céu em um determinado momento ou momentos.
Quantidades astronômicas podem ser especificadas de várias maneiras, por exemplo, como uma função polinomial do intervalo de tempo, com uma época como um ponto temporal de origem (esta é uma maneira atual comum de usar uma época). Alternativamente, a quantidade astronômica variante no tempo pode ser expressa como uma constante, igual à medida que tinha na época, deixando sua variação ao longo do tempo para ser especificada de alguma outra forma – por exemplo, por uma tabela, como era comum durante os séculos XVII e XVIII.
A palavra época era frequentemente usada de maneira diferente na literatura astronômica mais antiga, por exemplo, durante o século XVIII, em conexão com tabelas astronômicas. Naquela época, era costume denotar como "épocas", não a data e hora padrão de origem para quantidades astronômicas variáveis no tempo, mas sim os valores naquela data e hora dessas próprias quantidades variáveis no tempo. De acordo com esse uso histórico alternativo, uma expressão como "corrigir as épocas" se referiria ao ajuste, geralmente por uma pequena quantia, dos valores das quantidades astronômicas tabuladas aplicáveis a uma data e hora padrão fixas de referência (e não, como seria de esperar do uso atual, para uma mudança de uma data e hora de referência para uma data e hora diferentes).

## Épocaversusequinócio
Os dados astronômicos são frequentemente especificados não apenas em sua relação com uma época ou data de referência, mas também em suas relações com outras condições de referência, como sistemas de coordenadas especificados por "equinócio" ou "equinócio e equador" ou "equinócio e eclíptica" – quando estes são necessários para especificar completamente os dados astronômicos do tipo considerado.